# Nadežda (film)
Nadežda (Надежда) è un film del 1973 diretto da Mark Semënovič Donskoj.

## Trama
Il film racconta l'infanzia e la giovinezza di sua moglie, amica e associata militare del fondatore del paese dei sovietici, Nadežda Konstantinovna Krupskaja. L'attenzione principale nel film è rivolta alla partecipazione del giovane rivoluzionario all'organizzazione della lotta dei lavoratori di San Pietroburgo per i loro diritti, contro l'autocrazia.